# Vermectias caudiculata
Vermectias caudiculata là một loài chân đều trong họ Vermectiadidae. Loài này được Sivertsen & Holthuis miêu tả khoa học năm 1980.